# Libelo (género literario)

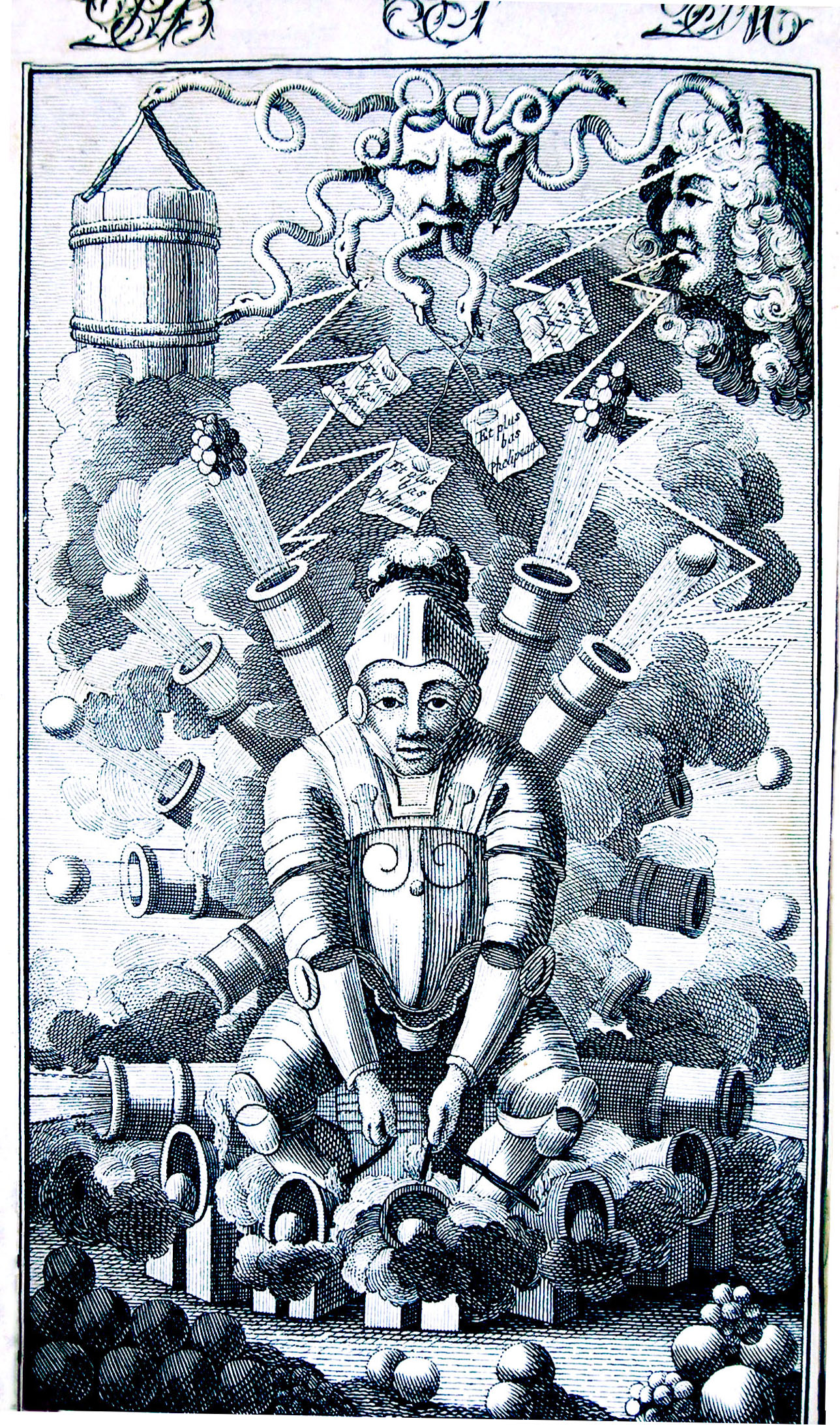
El Gazetier cuirassé, libelo de Théveneau de Morande.

Un libelo es desde la Edad Media, un término de derecho canónico y romano, que designa sea una memoria judicial presentada ante un magistrado, sea de manera más general toda pieza escrita que trata un determinado tema.
Un libelo se puede presentar en diferentes actos o piezas particulares, como por ejemplo el «libelo de explotación», el «libelo de divorcio», el «libelo de proclamación», el «libelo de acusación» o incluso el «libelo de anatema o reprobación». Por extensión, el verbo «libelar» hace referencia a la redacción de toda clase de juzgamiento o de sentencia o de defensa.
En la época moderna, el término tomó un sentido más restringido, designando 

un livre, écrit, ou chanson, soit imprimé ou manuscrit, fait et répandu dans le public dans le but d'attaquer l'honneur et la réputation de quelqu'un.
un libro, o escrito, o canción, impreso o manuscrito, hecho y difundido con el objetivo de atacar el honor y la reputación de una persona o de una familia.

Así, a partir del  siglo XVI, el libelo fue también un género literario, en muchos casos presentado y calificado como libelo difamatorio, injurioso, escandaloso, o clandestino, para mejor distinguirlo de la acepción anterior o primera.
Los libelistas son los autores que escriben los libelos. El término para designarlos, libellistes, fue utilizado por vez primera en Francia en 1640.

## Características
En líneas generales, un libelo designa un libro pequeño de carácter satírico, insultante, y/o difamatorio.
En su sentido primero o primitivo, un libelo señalaba un libro pequeño, ya que por lo general los libelos eran escritos u obras cortas. El término libelo, según su etimología libellus : «libro pequeño», en el origen no implicaba una idea desfavorable, designando únicamente una exposición corta, rápida, precisa, concreta.
En su Dissertation sur les libelles diffamatoires, Pierre Bayle definía el libelo como un texto a la vez opuesto a la crítica y a la sátira. En efecto, contrariamente a la sátira, las orientaciones de los libelos no eran modélicas, a la manera de lo expresado en Les Caractères de Jean de La Bruyère, sino que se dirigían a personas o instituciones precisas y concretas. Y contrariamente a la crítica, los autores de los libelos eran y son esencialmente anónimos, o están disimulados o camuflados bajo seudónimos.
Así, el libelo político es un escrito próximo al panfleto, y por su parte el libelo literario es próximo al epigrama.
Voltaire distingue tres tipos o clases: libelos políticos, libelos religiosos, y libelos literarios: «Les honnêtes gens qui pensent, dit-il, sont critiques, les malins sont satiriques, les pervers font des libelles.» (en español, «La gente honesta que piensa son críticos, los malignos son satíricos, y los perversos escriben libelos.»).
Este concepto para muchos designa un género literario considerado menor, léase incluso criminal: 

«On nomme libelles de petits livres d’injures. Ces livres sont petits, parce que les auteurs ayant peu de raisons à donner, n’écrivant point pour instruire, et voulant être lus, sont forcés d’être courts. Ils y mettent très rarement leurs noms, parce que les assassins craignent d’être saisis avec des armes défendues.»
Voltaire

Una opinión similar es sostenida por Gabriel Naudé, en su obra de 1620 titulada Marfore ou discours contre les libelles: 
«Les libelles se vendent en secret, s’achètent bien cher, ne valent rien, et sont encore plus mal faits comme venant des mains d’une populace rude, ignorante et mal polie.»

## Historia
Con la evolución del término «libelo», poco a poco el sentido de la acusación dominó en el concepto, y luego predominó la acusación escandalosa e incluso la mentira. Hoy día, debe entenderse por libelo un escrito principal y esencialmente difamatorio, frecuentemente calumnioso, y generalmente anónimo: l’arme de la méchanceté et de la lâcheté.
Ordinariamente en prosa, los libelos en algún momento pueden ser escritos en verso y, en este caso, pueden ser difundidos en forma de canción.
Conviene siempre recordar que: Le libelle est à la littérature ce que la caricature est au dessin (El libelo es a la literatura lo que la caricatura es al dibujo).
Muchas canciones populares del Antiguo Régimen contra generales y ministros, no eran otra cosa que libelos. En la Société d'Ancien Régime en Francia (siglos XVII y XVIII), el autor de un libelo, el impresor, y el librero, corrían por igual el riesgo de la pena de muerte. Gozaban de especial protección las personas de cierto rango, cuya reputación era protegida por las autoridades. Cuando ofendía a un grand, el libelista quedaba indefenso durante el proceso legal en su contra. A mediados del siglo XVIII Lamoignon de Malesherbes defendía expresamente aplicar castigos cuando se ofendiera a la religión, el Estado o la moral, pero proponía penas más severas para los libelistas que calumniasen a «personas de importancia», las cuales se ejecutarían «inmediatamente, sin apoyo de las Cortes».

### Antigua Roma
En la época de Augusto, los romanos se referían al término libellus para designar a los panfletos difamatorios. Está registrado ya su uso en los Anales de Tácito, según recoge el Oxford Latin Dictionary: «Augustus fue el primero en conducir procesos sobre panfletos calumniosos (famosi libelli) bajo el pretexto de la ley de lesa majestad (maiestas)».

### En elsigloXVI
En el siglo XVI, las batallas de erudición frecuentemente se libraban a golpes de libelos: libelo va, libelo viene. No en vano en esa época se llamó gladiadores, a los escritores que rivalizaban sobre ciencia o sobre política.
La época de la Santa Liga por cierto fue muy fecunda en libelos, entre los cuales algunos llegaban a la calumnia e incluso a promover y recomendar el asesinato. Los partidarios de la Fronda no fueron menos numerosos que los de la Liga, aunque estos últimos clamaban algo más por la necesidad de matar. Los libelos de entonces atacaban la carne, y daban el tono al sermón.
En Inglaterra, la Casa de Tudor castigaba a los que escribían libelos cortándoles la nariz o las orejas. En Francia, Carlos IX decretaba el 17 de enero de 1561 mediante edicto:

Deseamos que todos los impresores, distribuidores y vendedores de anuncios y libelos difamatorios sean castigados por la primera ofensa con el látigo y por la segunda con la ejecución.

### En elsigloXVII
Las querellas de jesuitas y de jansenistas frecuentemente no tuvieron otras armas que los libelos. Y por su parte las Lettres provinciales de quien decía era Louis de Montalte, fueron consideradas como libelos antes de con justicia conquistar su lugar en el primer rango de las obras maestras de la elocuencia francesa.
A finales de siglo se produjeron dos casos de castigos ejemplares relacionados con los libelos: en 1689 el autor de Le Cochon mitré fue encerrado durante treinta años dentro de una jaula en el Monte Saint-Michel por escribir contra el arzobispo de Reims Charles Maurice Le Tellier (hermano del marqués de Louvois, ministro de Guerra de Luis XIV), y en 1694 fueron ahorcados un librero y un encuadernador por distribuir un libro que trataba del matrimonio morganático de Luis XIV y Madame de Maintenon.

### En elsigloXVIII
Las luchas filosóficas y literarias del siglo XVIII promovieron distintos tipos de libelistas : Élie Fréron, Simon-Nicolas-Henri Linguet, Claude-Adrien Nonnotte, Laurent Angliviel de La Beaumelle, Pierre-Louis Manuel, etc. Y expuesto a tantos anónimos difamatorios, Voltaire no temió pagar con la misma moneda a sus enemigos.
Y además de la denuncia pública y/o la crónica escandalosa, ciertos libelos también se vuelcan hacia la «pornografía política».

### En elsigloXIX
Cuando los periódicos entraron en los asuntos políticos, el libelo fue reemplazado por la polémica periodística que, en tiempos de crisis, no suele ser ni más sincera ni menos injuriosa. El arte de difamar y de insinuar maliciosamente surgió entonces como una profesión bien pagada, e incluso hasta bien considerada, y en ciertos casos hasta protegida por la espada del pendenciero, y por el poder y la influencia del poderoso. 
Por fuera del periodismo, el libelo cambió de nombre: en parte abjurando de la calumnia y el anonimato, se transformó en panfleto.
Paul-Louis Courier y Louis Marie de Lahaye Cormenin fueron los más célebres panfletistas del siglo XIX. Pero además muchos otros también imprimieron notoriedad y gloria a algunos panfletos.
Bajo el Primer Imperio francés (1804-1814), los escritos injuriosos contra el soberano caían bajo el peso de la ley de lèse-majesté. Un panfleto de François-René de Chateaubriand titulado De Buonaparte et des Bourbons, sirvió a Luis XVIII más que un ejército.
El panfleto igualmente puede ser obra de un poeta: como ejemplo vale la famosa Némésis, de Joseph Méry y Auguste Marseille Barthélemy, así como también la obra Les Châtiments, de Victor Hugo contra «Napoléon le petit».
Libelos y panfletos con frecuencia fueron perseguidos por la ley, aunque con resignación e impotencia cuando la opinión pública les apoyaba. Bajo el Segundo Imperio francés (1852-1870), período en el que en muchos casos no se admitía la prueba del hecho, y que, por un efecto de la jurisprudencia protegía a la vez tanto a los vivos como a los muertos, todo escrito maldiciente podía ser sometido a la ley sobre la difamación.